# Макмиллан, Стефени
Сте́фени Ле́сли Макми́ллан (англ. Stephenie Lesley McMillan; 20 июля 1942, Илфорд — 19 августа 2013, Норфолк) — американский декоратор и актриса. Стала известна благодаря работе над декорациями к фильму «Английский пациент» и франшизе о Гарри Поттере.

## Карьера
Лауреат премии «Оскар» (1997) в номинации «Лучшая работа художника-постановщика» за фильм «Английский пациент». После победы имела 4 проигрышные номинации на эту же премию: в 2002 году за фильм «Гарри Поттер и философский камень», в 2006 году за фильм «Гарри Поттер и Кубок огня», в 2011 году за фильм «Гарри Поттер и Дары Смерти: часть 1» и в 2012 году за фильм «Гарри Поттер и Дары Смерти: часть 2». Сотрудничала со Стюартом Крейгом.

## Смерть
71-летняя Стефени скончалась 19 августа 2013 года после продолжительной борьбы с раком яичников в своём норфолкском доме.